# Торони, Ниле
Ниле Торони (итал. Niele Toroni; род. 19 марта 1937, Муральто близ Локарно) — современный швейцарский художник — концептуалист, работающий в области аналитической живописи и минимализма. Один из основателей арт-группы БМПТ.

## Биография
Торони, учитель по образованию, в 1959 году приехал в Париж, чтобы посвятить себя живописи. Здесь в 1966 году он, совместно с Д. Бюреном и Мишелем Парментье создал художественную группу, к которой позднее присоединяется Оливье Моссе. В 1967 году была создана вскоре распавшаяся группа BMPT (Buren, Mosset, Parmentier, Toroni), ставшая широко известной уже после прекращения своего существования благодаря шумной критике — как реакции на проведённые ею выставки (manifestation), на которых художники прокламировали отсутствие какой-либо задачи, ставящейся искусством перед обществом и вообще какой-либо идеологии у искусства. Группа BMPT своим творчеством ставила под вопрос художественное творчество как таковое.
После распада BMPT Ниле Торони остался верным провозглашённым ею принципам. В течение всей своей жизни в живописи он тематически ограничивает себя, создавая однотипные полотна, одноцветные или многоцветные, на которых — как правило на белом фоне — в строгом порядке (на расстоянии в 30 см) располагает яркие точки, которые называет «отпечатки» (empreintes).
Торони принимал участие в многочисленных международных художественных выставках, в том числе в парижском биеннале (1967), на международных выставках современного искусства documenta 7 (1982) и documenta 9 (1992) в Касселе. Персональные выставки его работ проходили в музеях и картинных галереях Нью-Йорка, Токио, Франкфурта-на-Майне, Парижа, Штутгарта, Майнца, Сент-Этьенна, Инсбрука и др.

## Награды
В 1995 году художник был удостоен Гран-При Французского национального союза художников, в 2003 году — получает немецкую премию Вольфганга Хана.